# 26728 Luwenqi
26728 Luwenqi este un asteroid din centura principală de asteroizi.

## Descriere
26728 Luwenqi este un asteroid din centura principală de asteroizi. A fost descoperit pe 16 aprilie 2001 la Socorro, New Mexico, în cadrul proiectului LINEAR. Asteroidul prezintă o orbită caracterizată de o semiaxă mare de 2,72 ua, o excentricitate de 0,02 și o înclinație de 3,2° în raport cu ecliptica.